# Keita Omar Barrou
Keita Omar Barrou, ou Keita Oumar Barrou, surnommé Papa Barrou, né le 8 avril 1934 à Bamako et mort le 25 juin 2015 à Nice, est un footballeur malien. Il réalise la majeure partie de sa carrière d'attaquant dans le championnat de France.

## Biographie
Formé à la Jeanne d'Arc du Soudan, Keita Omar Barrou fait ses débuts en France en 1956, sous le maillot de l'OGC Nice, champion de France en titre. Il reste sept saisons à Nice en D1, marquant 47 buts en 156 matchs, notamment douze buts pendant la saison 1959-1960. Il remporte surtout le championnat de France en 1958-1959, à la suite de quoi il dispute quatre matchs de la Coupe des clubs champions européens 1959-1960, notamment la fameuse mais insuffisante victoire face au Real Madrid CF (3-2).
En 1963, il signe au Havre AC, en D2. Il joue 20 matchs sans marquer. Il part à l'AS Cannes l'année suivante, toujours en D2, où il inscrit 19 buts en 29 matchs. Le club est promu mais lui reste en D2, à l'AC Ajaccio, pendant deux saisons, avec lequel il remporte le championnat en 1967. Il termine sa carrière sur une dernière pige à l'AS Cannes, revenue en D2. Il a aussi deux filles.

## Palmarès
- Champion de France en 1959 avec l'OGC Nice
- Champion de France de D2 en 1967 avec l'AC Ajaccio